# Cemitério de Odemira
O Cemitério de Odemira é uma infra-estrutura pública e um sítio arqueológico na vila de Odemira, na região do Alentejo, em Portugal.

## Descrição e história
O imóvel situa-se na Rua do Cemitério, a Sul da vila de Odemira, e nas imediações do Rio Mira. Insere-se na área protegida do Parque Natural do Sudoeste Alentejano e Costa Vicentina.
Este local foi ocupado desde tempos remotos, tendo sido encontrados diversos vestígios da Idade do Ferro e da época islâmica num terraço junto à margem direita do Rio Mira, na face Sudeste do cemitério. Os primeiros materiais foram descobertos em 1996, e consistiam em fragmentos de peças de cerâmica e escórias de redução de minério de ferro. Em 1999, 2002 e 2008 o local foi alvo de trabalhos arqueológicos, tendo sido identificadas várias fossas irregulares, que terão sido originalmente abertas para a extracção de argila, e posteriormente utilizadas como lixeiras, uma vez que no seu interior foram encontrados materiais como lixos domésticos, mais escórias e redução, e um grande número de lajes de xisto. Os fragmentos de cerâmica são de fabrico manual e a torno, tendo sido identificadas como pertencendo a um período entre os princípios do século IX e os séculos X a XI. Outras peças recolhidas no local incluem um reduzido conjunto de cerâmica vidrada, partes de um antigo forno, um fragmento de vidro, um adobe, e e tabuleiros de jogo do alquerque e moinho. Devido à reduzida densidade de ruinas de estruturas no local, este poderá ter sido um anexo de um núcleo de povoamento rural.
O cemitério foi instalado no século XIX. Originalmente o transporte dos cadáveres até ao cemitério era feito por via fluvial, devido às péssimas condições dos acessos rodoviários. Esta situação só foi resolvida com a construção de uma estrada até à vila, que foi concluída nos finais da década de 1900.